# Булушев, Зайнулла Хусаинович
Зайнулла Хусаинович Булушев (1886, Татарщино, Рассказовский район — 1965, Одесса) — шахтёр, активный борец за Советскую власть на Донбассе и Юге России. Делегат на Всероссийском мусульманском съезде (1917), участник Гражданской войны и Обороны Царицына, уполномоченный ВЦИК и Наркомнаца РСФСР в Крыму (1921). В 1922-1930 годах — на хозяйственной работе.

## Биография
Родился в 1886 году в селе Татарщино Тамбовской губернии (на тот момент — имение помещиков Левашевых) в батрацкой семье: отец работал у помещика чабаном, а мать — кухаркой.
С 1903 года работал шахтёром на Донбассе. Приняв участие в рабочем движении, участвовал в Революции 1905—1907 года.

### Революция и Гражданская война
После Февральской революции 1917 года избран шахтерами в члены президиума исполкома Совета рабочих депутатов Донецко-Криворожского бассейна. Член РКП(б)
Один из организаторов и председатель Южно-татарского исполкома в Таганроге.
Делегат на Всероссийском мусульманском съезде в Москве, где выступал с разоблачением контрреволюционной политики татарской буржуазии.
Вернувшись на Донбасс работал по привлечению татар-шахтеров в красногвардейские рабочие отряды.
Участник Гражданской войны. В сентябре 1918 года, защищая Царицын, был контужен, эвакуирован в родное село.
В 1919 году — председатель комбеда родного села Татарщино Тамбовской области, организовывал боевые дружины, непосредственно участвовал в подавлении кулацких банд.
В начале 1920 года был направлен на Донбасс инструктором-организатором Наркомнаца, провёл профсоюзную конференцию в Луганске.
В 1921 году —  уполномоченный ВЦИК и Наркомнац РСФСР в Крыму, принимал активное участие в ликвидации в крымских горах татарских и белогвардейских банд.

### После войны
В 1922-1924 годах — в Татарской АССР: заместитель народного комиссара юстиции и прокурора ТАССР, заместитель председателя Татсовнархоза, управляющий татарским отделением Промбанка.
В 1924-1927 годах — в Азербайджанской ССР: заместитель управляющего Азербайджанской конторой Промбанка, заместителя председателя Азербайджанского сельскохозяйственного банка.
В 1928-1929 годах — в Киргизской ССР: председатель правления Киргизского сельскохозяйственного банка, член правления Кредсельсоюза и председатель правления Киргизколхозцентра. 
Вошёл в конфликт с секретарем Киргизского обкома партии В. П. Шубриковым, считая, что подавляющая часть сельскохозяйственных кредитов выдаётся кулацким и зажиточным хозяйствам, а до колхозов средства не доходят. В итоге конфликта был освобождён от занимаемой работы, направлен на учёбу в Москву на финансово-банковские курсы.
В 1930 году арестован Восточным отделом ОГПУ по делу Султан-Галиева. Виновным в национал-уклонизме себя не признал. Тройкой ОГПУ Татарской АССР был приговорён к расстрелу, приговор заменён на 10 лет ИТЛ. Через три года освобождён в связи с пересмотром дела.
В 1933-1939 годах работал в родном селе Татарщино — членом правления и счетоводом колхоза «Иптяш Алга» («Товарищ, вперед!»), потом колхоза «Кызыл шарк» («Красный Восток»).
В 1940 году прекратил работу, в 1945 году переехал к сыну в Кисловодск.
В 1956 году восстановлен в партии.
Умер в 1965 году в Одессе.